# Guinigi
I Guinigi furono una potente ed influente famiglia di cui si hanno notizie in Lucchesia sin dal Duecento. Commercianti e banchieri, grazie alla ricchezza ed all'abilità dimostrata nelle arti del commercio, ebbero un importante ruolo politico a Lucca, in particolare in relazione al periodo della Signoria dal 1400 al 1430.

## Storia

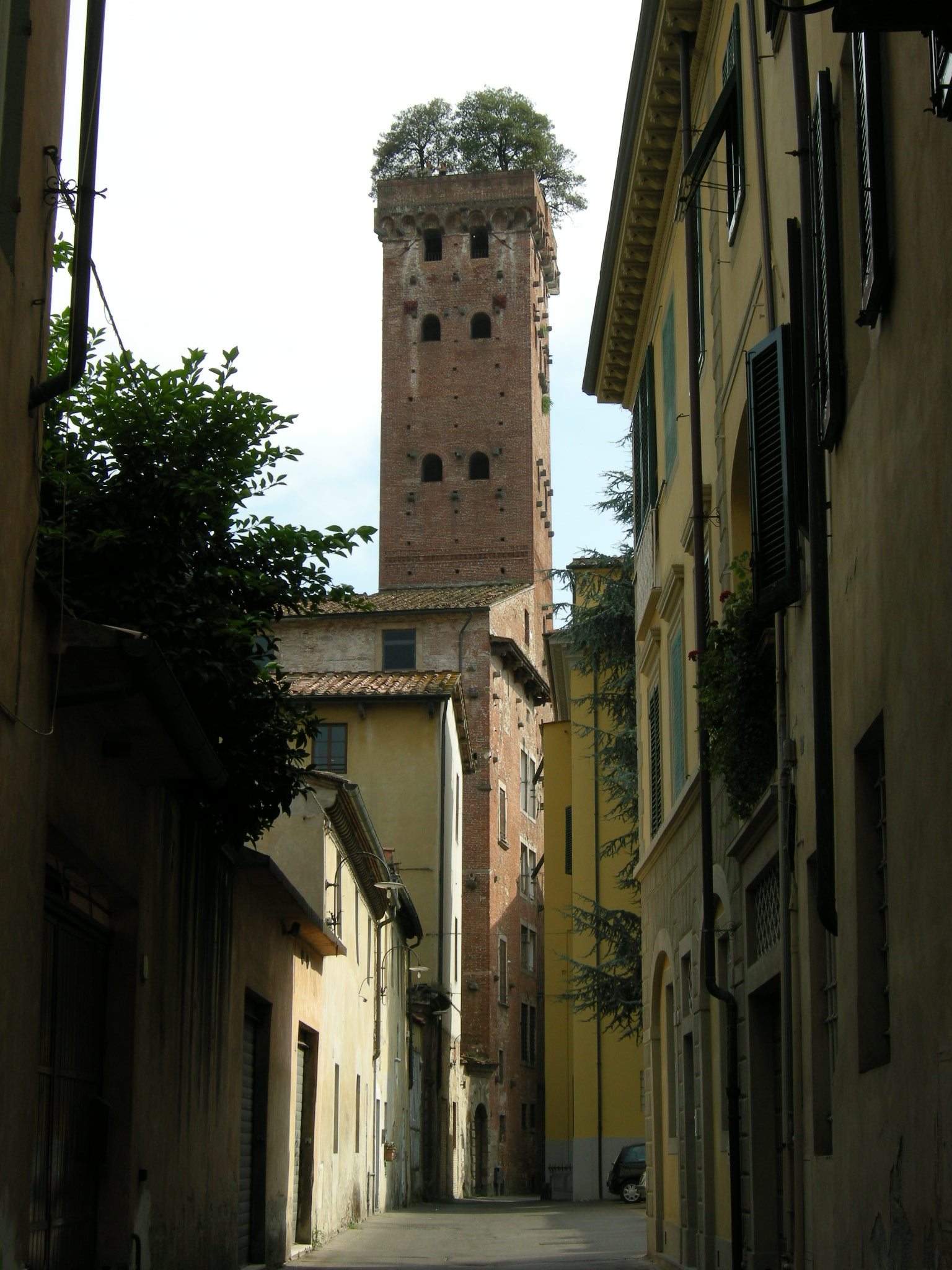
Torre Guinigi a Lucca

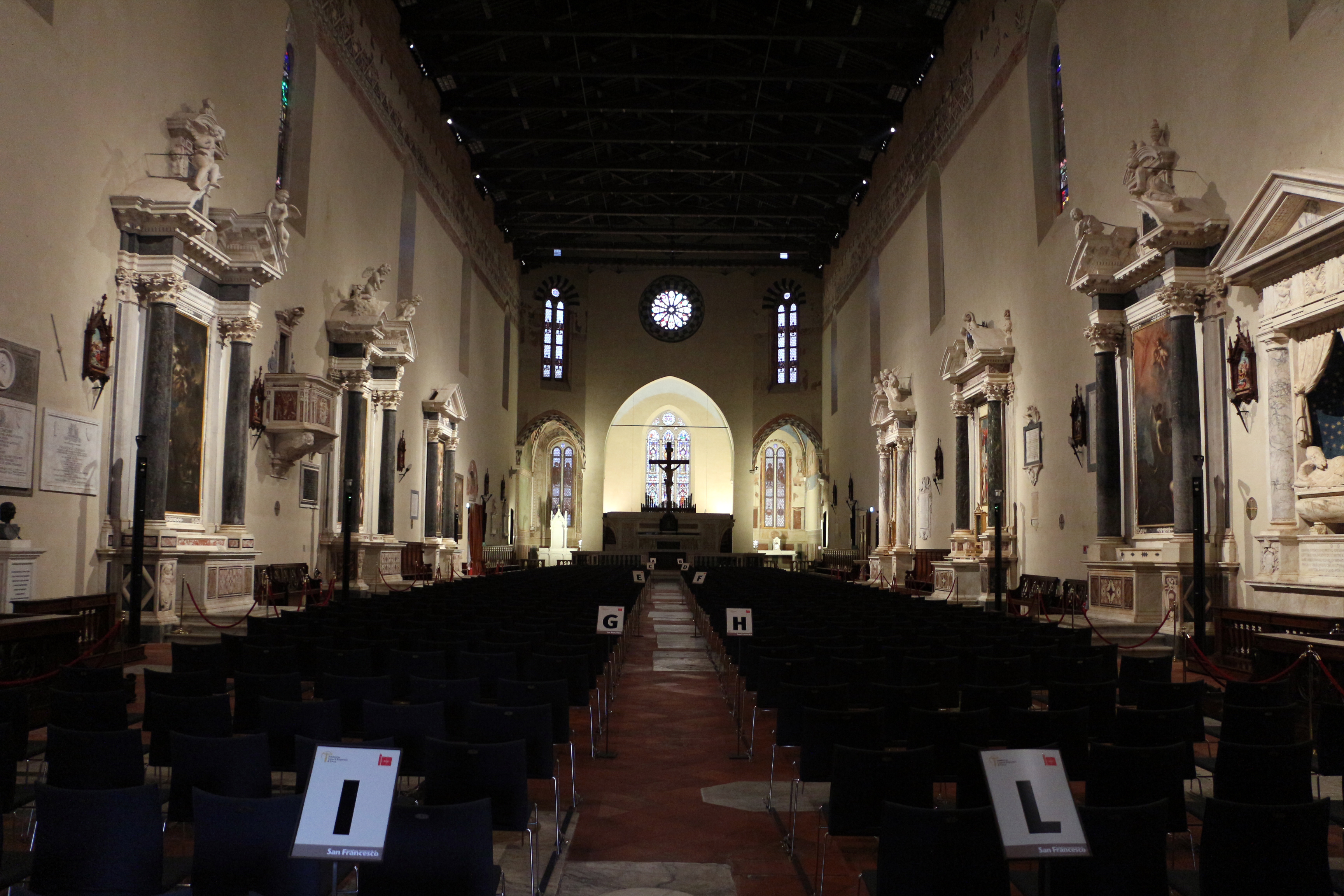
Chiesa di San Francesco (Lucca), luogo di sepoltura dei Guinigi

Già nel XIII secolo, la famiglia Guinigi possedeva imponenti palazzi e torri all'interno delle mura di Lucca nonché residenze estive nelle campagne circostanti. Al tempo di Castruccio Castracani, la casata fu però costretta all'esilio e successivamente nel 1369 pagò oltremodo per rientrare a Lucca.
In quel tempo in Lucchesia si trovavano due potenti famiglie, i Forteguerri ed i Guinigi. Questi ultimi prevalsero nel 1392 in uno scontro armato che arrise ai Guinigi e che portò alla dissoluzione del potere e dei beni degli avversari. Così senza rivali autorevoli, il potere dei Guinigi aumentò sempre più, prima con Francesco Guinigi, poi con i figli.
Alla morte di Francesco (1384) il potere ricadde sui suoi figli:
- Lazzaro Guinigi, il primogenito, prese il controllo della famiglia dopo il padre Francesco. Venne assassinato nel 1399.
- Michele Guinigi, morì di peste.
- Francesco Guinigi, morì di peste.
- Bartolomeo Guinigi, morì di peste.
- Niccolò Guinigi, ricoprì il ruolo di vescovo di Lucca (1394), ed osteggiò l'ascesa del fratello Paolo.
- Antonio Guinigi
- Paolo Guinigi (1376-1432), nel 1400 diventò signore di Lucca succedendo al fratello Lazzaro assassinato. Restò al potere sino al 1430, anno nel quale fu restaurata la repubblica di Lucca.

## Albero genealogico
|         |         |         |         |         |         |  |  |         |         |         |         |         |         |  |  |            |            |            |            | Filippa di Arbore Serpenti | Filippa di Arbore Serpenti | Filippa di Arbore Serpenti | Filippa di Arbore Serpenti | Filippa di Arbore Serpenti | Filippa di Arbore Serpenti |         |         | Francesco Guinigi | Francesco Guinigi | Francesco Guinigi | Francesco Guinigi | Francesco Guinigi | Francesco Guinigi |         |         |         |         |  |  |           |           |           |           |           |           |  |  |               |               |               |               |               |               |  |  |                     |                     |                     |                     |                     |                     |              |              |  |  |  |  |  |  |  |  |
|         |         |         |         |         |         |  |  |         |         |         |         |         |         |  |  |            |            |            |            | Filippa di Arbore Serpenti | Filippa di Arbore Serpenti | Filippa di Arbore Serpenti | Filippa di Arbore Serpenti | Filippa di Arbore Serpenti | Filippa di Arbore Serpenti |         |         | Francesco Guinigi | Francesco Guinigi | Francesco Guinigi | Francesco Guinigi | Francesco Guinigi | Francesco Guinigi |         |         |         |         |  |  |           |           |           |           |           |           |  |  |               |               |               |               |               |               |  |  |                     |                     |                     |                     |                     |                     |              |              |  |  |  |  |  |  |  |  |
|         |         |         |         |         |         |  |  |         |         |         |         |         |         |  |  |            |            |            |            |                            |                            |                            |                            |                            |                            |         |         |                   |                   |                   |                   |                   |                   |         |         |         |         |  |  |           |           |           |           |           |           |  |  |               |               |               |               |               |               |  |  |                     |                     |                     |                     |                     |                     |              |              |  |  |  |  |  |  |  |  |
|         |         |         |         |         |         |  |  |         |         |         |         |         |         |  |  |            |            |            |            |                            |                            |                            |                            |                            |                            |         |         |                   |                   |                   |                   |                   |                   |         |         |         |         |  |  |           |           |           |           |           |           |  |  |               |               |               |               |               |               |  |  |                     |                     |                     |                     |                     |                     |              |              |  |  |  |  |  |  |  |  |
| Antonio | Antonio | Antonio | Antonio | Antonio | Antonio |  |  | Nicolao | Nicolao | Nicolao | Nicolao | Nicolao | Nicolao |  |  | Bartolomeo | Bartolomeo | Bartolomeo | Bartolomeo | Bartolomeo                 | Bartolomeo                 |                            |                            | Lazzaro                    | Lazzaro                    | Lazzaro | Lazzaro | Lazzaro           | Lazzaro           |                   |                   | Michele           | Michele           | Michele | Michele | Michele | Michele |  |  | Francesco | Francesco | Francesco | Francesco | Francesco | Francesco |  |  | Paolo Guinigi | Paolo Guinigi | Paolo Guinigi | Paolo Guinigi | Paolo Guinigi | Paolo Guinigi |  |  | Ilaria del Carretto | Ilaria del Carretto | Ilaria del Carretto | Ilaria del Carretto | Ilaria del Carretto | Ilaria del Carretto |              |              |  |  |  |  |  |  |  |  |
| Antonio | Antonio | Antonio | Antonio | Antonio | Antonio |  |  | Nicolao | Nicolao | Nicolao | Nicolao | Nicolao | Nicolao |  |  | Bartolomeo | Bartolomeo | Bartolomeo | Bartolomeo | Bartolomeo                 | Bartolomeo                 |                            |                            | Lazzaro                    | Lazzaro                    | Lazzaro | Lazzaro | Lazzaro           | Lazzaro           |                   |                   | Michele           | Michele           | Michele | Michele | Michele | Michele |  |  | Francesco | Francesco | Francesco | Francesco | Francesco | Francesco |  |  | Paolo Guinigi | Paolo Guinigi | Paolo Guinigi | Paolo Guinigi | Paolo Guinigi | Paolo Guinigi |  |  | Ilaria del Carretto | Ilaria del Carretto | Ilaria del Carretto | Ilaria del Carretto | Ilaria del Carretto | Ilaria del Carretto |              |              |  |  |  |  |  |  |  |  |
|         |         |         |         |         |         |  |  |         |         |         |         |         |         |  |  |            |            |            |            |                            |                            |                            |                            |                            |                            |         |         |                   |                   |                   |                   |                   |                   |         |         |         |         |  |  |           |           |           |           |           |           |  |  |               |               |               |               |               |               |  |  |                     |                     |                     |                     |                     |                     |              |              |  |  |  |  |  |  |  |  |
|         |         |         |         |         |         |  |  |         |         |         |         |         |         |  |  |            |            |            |            |                            |                            |                            |                            |                            |                            |         |         |                   |                   |                   |                   |                   |                   |         |         |         |         |  |  |           |           |           |           |           |           |  |  |               |               |               |               |               |               |  |  |                     |                     |                     |                     |                     |                     |              |              |  |  |  |  |  |  |  |  |
|         |         |         |         |         |         |  |  |         |         |         |         |         |         |  |  |            |            |            |            |                            |                            |                            |                            |                            |                            |         |         |                   |                   |                   |                   |                   |                   |         |         |         |         |  |  |           |           |           |           |           |           |  |  | Ladislao      | Ladislao      | Ladislao      | Ladislao      | Ladislao      | Ladislao      |  |  |                     |                     | Ilaria Minor        | Ilaria Minor        | Ilaria Minor        | Ilaria Minor        | Ilaria Minor | Ilaria Minor |  |  |  |  |  |  |  |  |

## Arma
Di rosso, alla croce d'argento, caricata di 18 ferri di lancia d'azzurro, 10 in palo, 8 in fascia.

## Opere artistiche

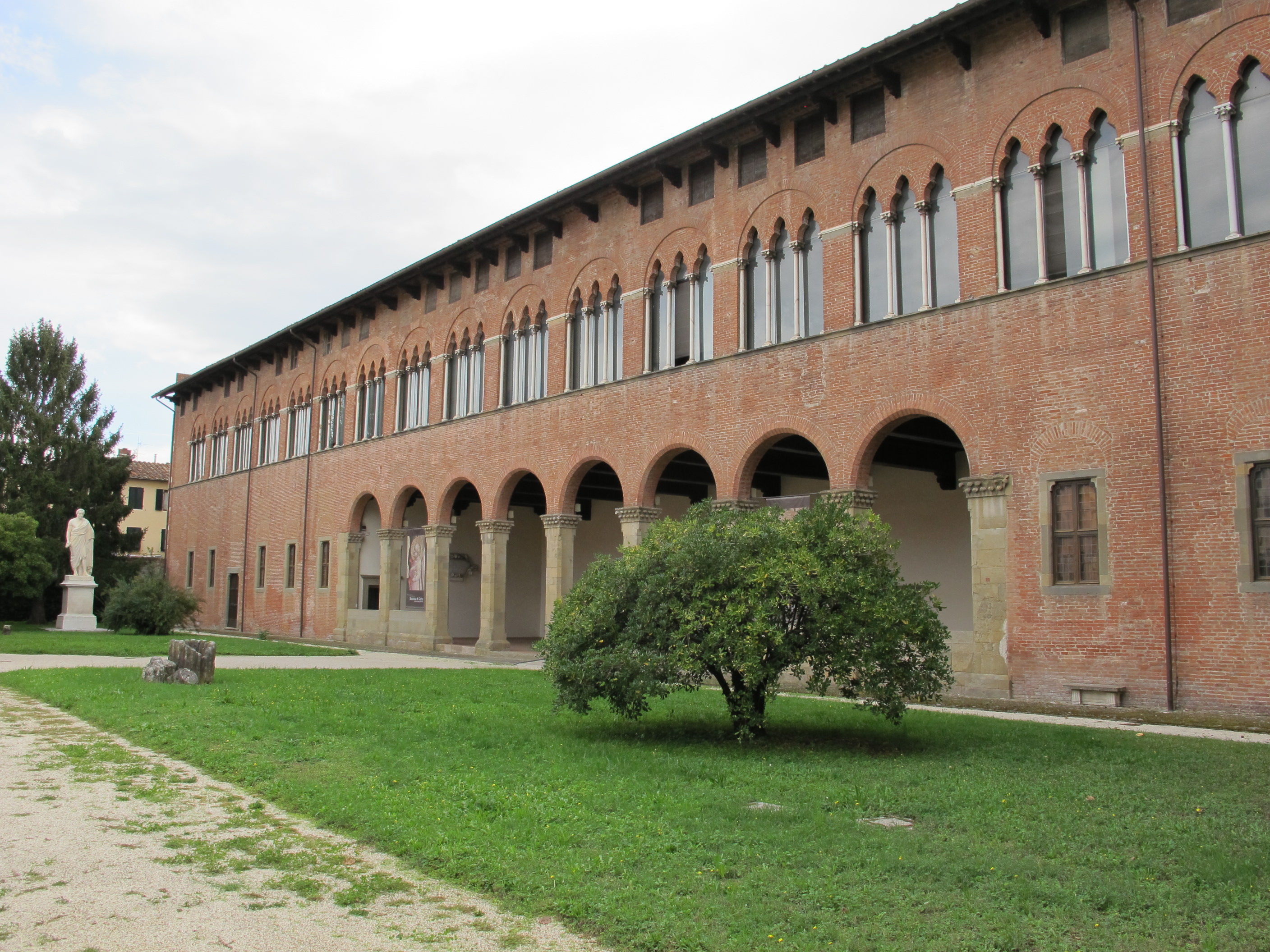
Villa Guinigi a Lucca

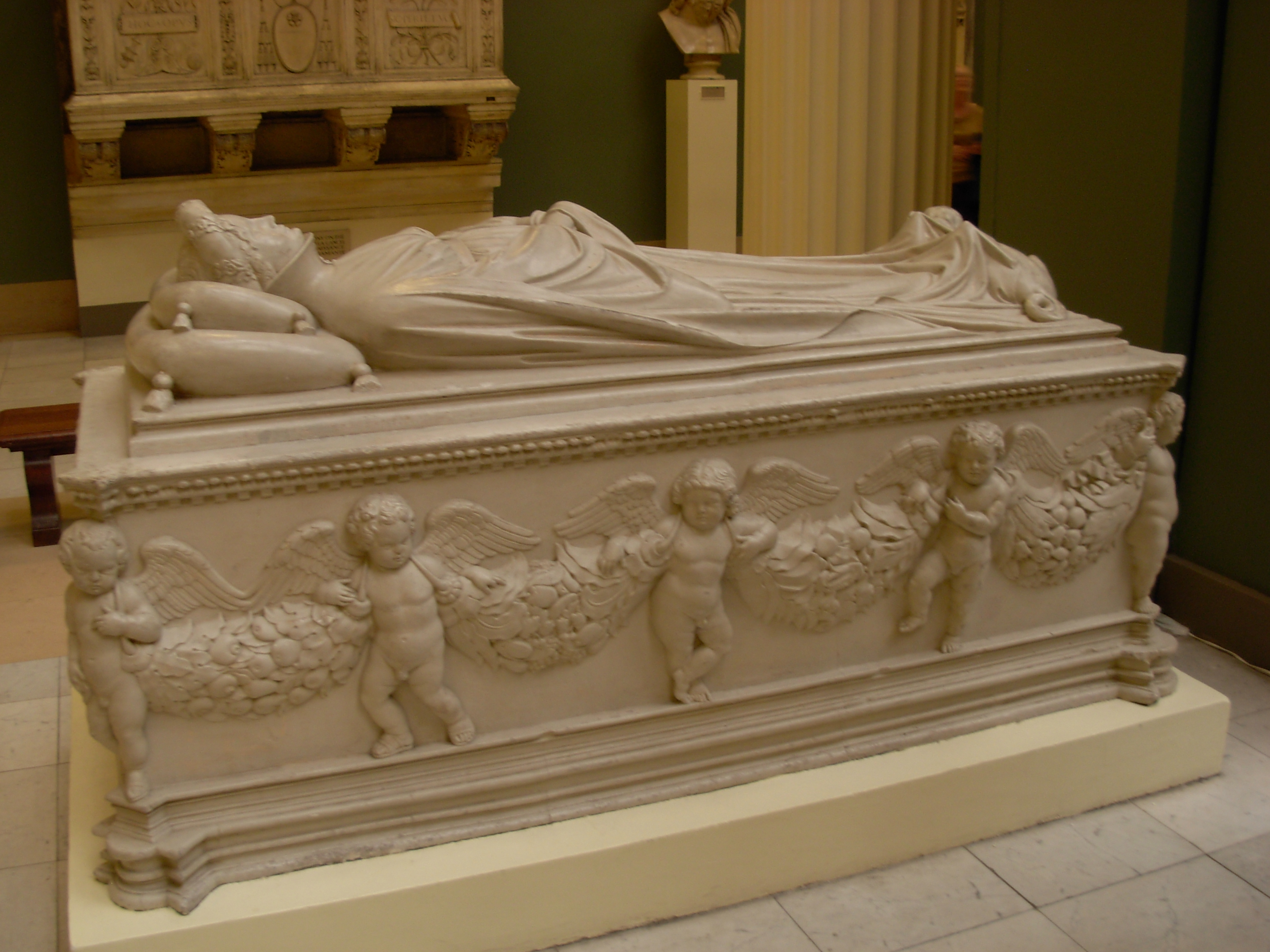
Monumento funebre di Ilaria del Carretto a Lucca, opera di Jacopo della Quercia

La famiglia Guinigi nei secoli ha svolto il ruolo di mecenate per svariate opere artistiche in particolare a Lucca e zone limitrofe. Tra queste sono degne di nota le seguenti:
- Villa Guinigi a Matraia (Capannori), costruita nella prima metà del XVI secolo nel verde della campagna lucchese.
- Palazzo Guinigi a Lucca, con l'attigua torre Guinigi. Diventò proprietà del comune dopo la caduta di Paolo Guinigi, ma tornò in possesso della famiglia nel Cinquecento, che realizzò alcuni lavori chiudendo i portici al piano terra. La torre fu fatta costruire intorno al 1390 dai Guinigi per dimostrare il potere e il prestigio della stirpe.
- Cappella Guinigi nel convento di piazza san Francesco a fianco della Chiesa di San Francesco (1354). Fu costruita dal conte Francesco Guinigi per collocare le sepolture di famiglia. L'edificio si trova presso il chiostro del convento, ed è intitolato alla martire santa Lucia.
- Museo nazionale di Villa Guinigi
- Sarcofago di Ilaria del Carretto, realizzato da Jacopo della Quercia per la moglie di Paolo Guinigi, nel Duomo di Lucca.